# Pitcairnia elliptica
Espèce
Classification phylogénétique
Statut de conservation UICN

 CR A4c : 
En danger critique
Pitcairnia elliptica est une espèce de plantes de la famille des Bromeliaceae, endémique d'Équateur.